# Штеффенхаген, Арно
Арно Штеффенхаген (нем. Arno Steffenhagen; род. 24 сентября 1949, Западный Берлин) — немецкий футболист.

## Клубная карьера
Арно Штеффенхаген начал свою футбольную карьеру в берлинской «Герте» в 1968 году. После скандала в Бундеслиге, в который была вовлечена «Герта», многие игроки получили дисквалификацию, в том числе и Штеффенхаген, дисквалифицированный на два года. Позже срок дисквалификации был изменён, и после этого Арно переехал в Южную Африку, где выступал за клуб «Хелленик» из города Кейптаун. В 1973 году Арно вернулся в Европу и перешёл в нидерландский «Аякс» из Амстердама. За три года в «Аяксе» Арно провёл во всех турнирах 97 матчей и забил 28 голов.
В 1976 году Арно вернулся в Бундеслигу и стал игроком «Гамбурга». В составе «Гамбурга» Штеффенхаген стал обладателем Кубка Кубков в 1977 году. Всего за «Гамбург» Арно провёл 51 матч и забил 13 мячей. В 1978 году Арно выступал за клуб из США «Чикаго Стинг», но позже Арно вернулся в Германию и в течение сезона выступал за клуб второй бундеслиги «Санкт-Паули». Свою карьеру Штеффенхаген завершал, играя за клубы из Канады «Торонто Близзард» и «Ванкувер Уайткэпс». Свою футбольную карьеру Арно закончил в 1984 году в возрасте 35 лет.

## Карьера в сборной
За национальную сборную Германии Арно провёл один матч, который прошёл 8 сентября 1971 года против сборной Мексики, в том матче Штеффенхаген вышел на замену.

## Достижения
- Обладатель Кубка Кубков: 1977